# Galaktikus lakható övezet
A galaktikus lakható övezet egy galaxis azon része, ahol az élet ki tud fejlődni és fenn tud maradni. Általában a galaxis középpontjától bizonyos távolságra lévő terület, melynek nagysága galaxisról galaxisra változik. A galaktikus lakható övezet létét vitatják, bár a fogalom hasonló a bolygórendszereken belüli lakható övezet fogalmához.
A galaxismaghoz közelebb túl sok, az életre ártalmas fizikai hatás éri az élő szervezeteket, többek között a mag felől érkező nagyfrekvenciájú elektromágneses sugárzás, mely az élet létrejöttéhez szükséges nagy, szerves vegyületeket károsítja.
A galaktikus lakható övezetnél távolabb viszont általában az I. populációs fiatal csillagok túlsúlya a jellemző, melyek olyan gázfelhőből alakultak ki, melynek nehézelem-tartalma alacsony volt. Az ilyen csillagok kialakulásakor viszonylag kevés por kering körülöttük a protoplanetáris korongban, amelyet így (a por árnyékoló hatása híján) a fiatal csillag sugárzása el tud párologtatni. Amennyiben bolygók alakulnak ki ilyen helyeken, azok jellemzően híján vannak a nehéz elemeknek, valószínűleg a Jupiterhez hasonló gázbolygók.
Spirálgalaxisokban lakható övezet a spirálkarok elhelyezkedésétől is függhet: karokban lévő nagy mennyiségű gáz intenzív csillagkeletkezés színhelye, amely viszont a nagy tömegű, rövid élettartamú csillagok miatt egyúttal az átlagosnál sokkal több szupernóvát is jelent az ilyen helyeken, mely szintén nagy energiájú sugárzásával kipusztíthatja az életet. A mag körül a spirálkarok is keringenek, a csillagokétól jellemzően eltérő sebességgel, azaz a csillagok időnként áthaladnak ezeken a veszélyes térségeken, ami kihalási eseményeket idézhet elő. A magtól bizonyos távolságra a spirálkarok forgási és a csillagok keringési sebessége megegyezik (a középpont körül ugyanannyi idő alatt tesznek meg egy fordulatot), az ilyen helyeken, a karok közötti térben lévő csillagok környezete hosszú távon is nyugodt.